# Sanseverino Miklós Bernát bisignanói herceg
Sanseverino Miklós Bernát (Morano Calabro, Nápolyi Királyság, 1541 – Nápoly, 1606. november 21./22.), olaszul: Niccolò Bernardino Sanseverino 2° Duca di San Pietro in Galatina e 5° Principe di Bisignano, albánul: Nikolla Bernardin Sanseverino, latinul: Nicolaus Bernardinus de Sancto Severino, princeps Bisinianensis et dux Sancti Petri in Galatina, a Nápolyi Királyságban fekvő San Pietro in Galatina és Bisignano hercege. II. Manuél bizánci császár és Enghieni Mária nápolyi királyné (I. László nápolyi király 3. felesége) 6. leszármazottja, V. (Nagylelkű) Alfonz aragón, szicíliai és nápolyi király szépunokája (5. leszármazott), Kasztrióta György albán fejedelem ükunokája, I. Sarolta ciprusi királynő másodfokú unokatestvérének, Brankovics Irén albán fejedelemnének a dédunokája, Aragóniai Beatrix magyar királyné másodfokú unokatestvérének, Acquaviva-Aragóniai Belizár conversanói grófnak a dédunokája, IV. Iván orosz cár másodfokú unokatestvérének, Kasztrióta Ferdinándnak az unokája és V. István magyar király 11. (generációs) leszármazottja. A Sanseverino-ház tagja.

## Származása
Apja Sanseverino Péter Antal (1500 körül–1559), Bisignano hercege, édesanyja Kasztrióta Irén (1528–1565), San Pietro in Galatina hercegnője, I. (Kasztrióta) Ferdinánd (?–1561) velencei patríciusnak, San Pietro in Galatina hercegének, Kasztrióta György albán fejedelem (Szkander bég) unokájának és Adriana Acquaviva d’Aragona (?–1568) hercegnőnek – Belisario (1464–1528), conversanói grófnak, Nardò hercegének és Aragóniai Beatrix magyar királyné másodfokú unokatestvérének, valamint Sanseverino Sveva bisiganói hercegnőnek a lányaként Sanseverino Bernát (1470–1516) bisignanói hercegnek, Miklós Bernát apai nagyapjának az unokahúga – a lánya .
Szkander bég fia és utóda az Albán Fejedelemség élén, Kasztrióta János (?–1514) 1468-ban a családjával,  és híveivel a Nápolyi Királyság területére, I. Ferdinánd nápolyi királynak, Aragóniai Beatrix magyar királyné apjának az udvarába menekült az oszmán-török megszállás miatt, és ott a San Pietro in Galatina hercegi címét nyerték el. Szkander bég dédunokája, Kasztrióta-Szkanderbég Irén mivel apjának egyetlen törvényes, házasságából született gyermeke volt, San Pietro in Galatina hercegnője és az „albán királyi cím” örököse lett.
Anyja 1539-ben feleségül ment Sanseverino Péter Antalhoz (?–1559), a Nápolyi Királyságban fekvő Bisignano hercegéhez, aki az anyjának volt az elsőfokú unokatestvére, hiszen Irén anyjának az anyai nagyapja és Irén férjének az apai nagyapja Girolamo (Jeromos) (1448 körül–1487), Bisignano hercege volt.
Anyja volt az aojának a harmadik felesége, akinek még nem született fiú örököse, csak két lánya volt a korábbi házasságából és egy természetes lánya, aki később Irén egyik féltestvéréhez, apjának egyik házasságon kívül született fiához ment feleségül.

## Élete
Anyja két gyermeket szült. Világra hozta férjének a várva-várt fiú örököst, Miklós Bernátot. Húga Viktória, akinek a férje II. (Capuai) Ferdinánd (?–1614), Termoli hercege a Nápolyi Királyságban, és az utódaik közül kerültek ki leányágon többek között Wittelsbach Erzsébet magyar királyné és a belga királyi ház ma élő tagjai is.
Apját Bisignano hercegeként 1559-ben követte, anyja, aki három évvel az ő anyja halála előtt hunyt el, a szintén a Nápolyi Királyságban fekvő San Pietro in Galatina hercegi címét hagyta örökül rá.

## Gyermekei
- Feleségétől, Della Rovere Izabella (1554–1619) urbinói hercegnőtől, 1 fiú:
  - Ferenc Teodor (1579–1595), Chiaromonte grófja, nem nősült meg, gyermekei nem születtek
- Ismeretlen nevű és származású ágyasától vagy ágyasaitól, 2 leány:
  - Irén (?–1597), férje Bernardino Milizia, Santa Sofia bárója, gyermekei nem születtek
  - Júlia, férje N. N., 1 fiú